# Kristina Gyllenstierna (kvinnoförbund)
Kristina Gyllenstierna (KG) var det första nationalsocialistiska kvinnoförbundet i Sverige. Den grundades i slutet av 1920-talet, av bland andra Leonarda Nelson som blev förbundets sekreterare och egentliga ledare. Kvinnoförbundet fungerade som en självständig stödorganisation till den nationalsocialistiska rörelsen. År 1930 uppgick organisationen i Svenska Nationalsocialistiska Partiet.
Efter detta startade även andra partier KG-avdelningar, däribland Svensk socialistisk samling. Namnet tog organisationen efter Sten Sture den yngre hustru Kristina Gyllenstierna som ledde frigörelsekampen mot Danmark och försvaret av Stockholm år 1520. Medlemmarna gjorde främst insamlingar till partikassan, och stöttade dem genom att tvätt och reparera uniformer, fanor och armbindlar.